# Herbert Amry
Herbert Amry (* 21. März 1939 in Wien; † 11. Juli 1985 in Athen) war ein österreichischer Diplomat und Nahost-Experte. Mitte der 1980er Jahre informierte er trotz erhaltener Drohungen wiederholt das österreichische Außen- und Innenministerium über illegale Waffengeschäfte der in Staatsbesitz befindlichen VÖEST-Tochterfirma Noricum mit dem damals kriegführenden Iran. Zahlreiche Beobachter schätzen die Wahrscheinlichkeit als hoch ein, dass sein plötzlicher, bis heute nicht aufgeklärter Tod durch Herzversagen kurz nach seinen eindringlichen Warnungen ein Giftmord war. Im Jahr 2023 überraschte der ehemalige Innenminister Karl Blecha mit der Behauptung, „dass Herbert Amry, Österreichs Botschafter in Griechenland, seinen Informationen nach von einer CIA-Splittergruppe ermordet worden sein dürfte. Jahrzehntelang hatte Blecha darauf beharrt, dass Amry an einem Herzinfarkt gestorben sei.“
Erst mehrere Jahre nach Amrys Tod wurden seine Berichte über die illegalen Waffenexporte im Rahmen des parlamentarischen Noricum-Untersuchungsausschusses sowie mehrerer Gerichtsprozesse bestätigt, was zur Verurteilung mehrerer Manager und zum Rücktritt österreichischer Spitzenpolitiker führte. Die gesamte Affäre inklusive der zahlreichen nachgewiesenen Vertuschungen, Falschaussagen, Dokumenten- und Aktenfälschungen durch Staatsbeamte und Politiker wird als Noricum-Skandal bezeichnet.
Amry wurde 1986 (posthum) mit dem privat gestifteten Bruno-Kreisky-Preis für Verdienste um die Menschenrechte ausgezeichnet. Ansonsten wurde seine Rolle als so genannter Whistleblower, der die Affäre ohne Rücksicht auf sein eigenes Wohlergehen aufzudecken half, bis heute weder vonseiten des Staates Österreich noch seiner Heimatstadt Wien gewürdigt.

## Leben und Tod

### Politische und diplomatische Karriere
Herbert Amry war während seiner Studentenzeit in der österreichischen 68er-Bewegung aktiv und gehörte zum linken Flügel der sozialdemokratischen Partei. Er war danach langjähriger Mitarbeiter und Berater von Bruno Kreisky. Zwischen 1963 und 1966 war er Sekretär des damaligen Außenministers Kreisky. In der Folge war Amry in den österreichischen Botschaften in Neu-Delhi (1966–1969) beziehungsweise Bangkok (1969–1972) tätig. Anschließend war er Leiter der Dienstrechtsabteilung des Außenministeriums, Generalkonsul in Istanbul und österreichischer Botschafter in Beirut (1978–1981).
Anfang der 1980er Jahre leitete Amry zunächst die sicherheitspolitische Abteilung des Außenministeriums und wurde dann Kabinettchef, als Kreisky Bundeskanzler wurde. Als Nahost-Experte hat Amry zwischen 1983 und 1985 erfolgreich beim arabisch-israelischen Gefangenenaustausch vermittelt, der drei „israelischen Kriegsgefangenen und Tausenden Palästinensern die Freiheit brachte“. Zuletzt war Amry österreichischer Botschafter in Athen.

### Noricum-Skandal

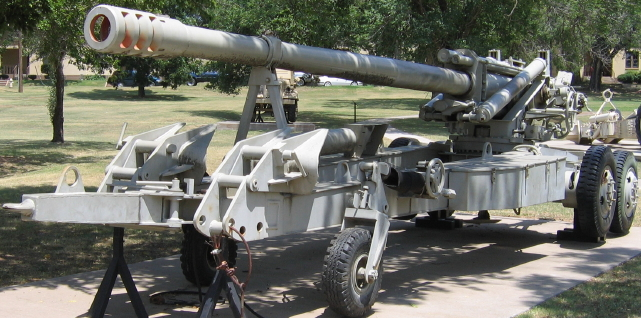
Amry entdeckte 1985, dass eine große Zahl solcher Noricum-Kanonen gesetzeswidrig an den Iran und Irak geliefert werden sollten. Lange nach seinem plötzlichen Tod – der höchstwahrscheinlich ein Mord war – stellte sich heraus, dass seine Warnmeldungen an das österreichische Innen- und Außenministerium von Spitzenbeamten bewusst unterschlagen und verschleppt worden waren.

Als österreichischer Botschafter in Athen hat Herbert Amry 1985 jenen illegalen Waffenexport in den kriegsführenden Iran aufgedeckt, der als Noricum-Skandal in Österreich Öffentlichkeit, Parlament und Gerichte beschäftigt hat.
Am 11. Juli 1985 gab Amry, der in Wien die neue Entwicklungshilfesektion des Außenministeriums übernehmen sollte, in Athen seinen Abschiedsempfang, den der 46-Jährige aber nur wenige Stunden überlebt hat. Die Frage, ob Amry ermordet wurde, weil er die illegalen österreichischen Waffenexporte in den Iran aufgedeckt hat, konnte nicht geklärt werden, sie wird aber von politischen Kennern, Zeitzeugen und Amrys Witwe eher bejaht:

„Zunächst starb ein österreichischer Botschafter auf mysteriöse Weise, der Wind von dem Schwindel bekam und das Außenamt in Wien verständigt hatte: Herbert Amry, vormals Kreiskys Kabinettschef, jetzt Missionschef in Athen. […] Offizielle Todesursache in der Causa Amry: Herzversagen. Rasch wurde die Leiche eingeäschert, bis heute ist der wahre Hergang nicht aufgeklärt. Amry hatte mehrmals das Außenamt in Wien über seinen Verdacht informiert, aber bis heute ist ungeklärt, ob die Fernschreiben überhaupt je bis zum damaligen Außenminister Leopold Gratz gelangt waren. Das vierte - und entscheidende - Amry-Telegramm verschwand irgendwo im Innenministerium. Die Buchautoren Kurt Tozzer und Günther Kallinger fanden erst 1999 im Zuge von Recherchen für ihr Buch ‚Todesfalle Politik‘ einen Amry-Verschlussakt im Außenamt.“

Im Jahr 2023 überraschte der ehemalige Innenminister Karl Blecha mit der Behauptung, „dass Herbert Amry, Österreichs Botschafter in Griechenland, seinen Informationen nach von einer CIA-Splittergruppe ermordet worden sein dürfte. Jahrzehntelang hatte Blecha darauf beharrt, dass Amry an einem Herzinfarkt gestorben sei“.

#### Chronologie
Am 4. Juli 1985 informiert Günther Wurzer, der damalige österreichische Handelsdelegierte in Athen, Herbert Amry, den österreichischen Botschafter in Athen, dass der iranische Waffenhändler Mohammed Reza Hadji Dai rund 100 Millionen Schilling (kaufkraftbereinigt heute rund 14,5 Millionen Euro) Vermittlungsprovision für die Lieferung von VÖEST-Kanonen an den Iran fordere.
Bei Recherchen erfährt Amry vom Athener VÖEST-Vertreter Georg Loukas, dass die offiziell für Libyen bestimmten Kanonen tatsächlich illegal in den kriegführenden Iran geliefert werden, was Amry unverzüglich nach Österreich meldet.
Hans Pusch, der damalige Kabinettchef von Bundeskanzler Fred Sinowatz, hat erklärt, dass Amry ihn Anfang Juli 1985 telefonisch über die illegalen Waffentransporte in den Iran informiert habe. Pusch habe den Bundeskanzler unterrichtet und Amry nahegelegt, das Außenministerium über die illegalen Waffenexporte zu informieren.
Zwischen 5. und 11. Juli unterrichtet Botschafter Amry das österreichische Außenministerium durch vier Fernschreiben offiziell über die deutlichen Hinweise auf die illegalen österreichischen Waffenexporte in den Iran. Besonders wichtig ist Amrys viertes Fernschreiben, in dem er die iranische Tarnfirma „Fasami“ erwähnt und den damaligen Außenminister Leopold Gratz durch konkrete Namen und Fakten informiert, dass VÖEST-Kanonen nicht in das offizielle Bestimmungsland Libyen, sondern über fingierte Kunden verbotenerweise an den kriegführenden Iran geliefert werden, weshalb er Gratz um Rückruf bittet.
Die ressortzuständigen Minister, Staatssekretäre und deren Mitarbeiter wollen Amrys viertes Fernschreiben, das Jahre später im Mittelpunkt eines parlamentarischen Untersuchungsausschusses, mehrerer Strafprozesse und journalistischer Recherchen stand, nicht wahrgenommen haben, tatsächlich haben sie es bewusst ignoriert und unter Verschluss gehalten. So hat der damalige Sicherheitsdirektor Robert Danzinger erklärt, dass die vier Amry-Telexe aus den Akten verschwunden sind, nachdem sie mehrere Monate im Kabinett des damaligen Innenministers Karl Blecha lagen.
Innenminister Blecha hat vor Gericht erfolglos beteuert, im Sommer 1985 nichts vom vierten Amry-Telex gewusst zu haben. Schließlich hat ihn Heinz Hakenberg, der damalige Botschaftsrat in Athen, am 13. August 1985 durch ein ausführliches Gespräch detailliert über die Inhalte der brisanten Amry-Telexe informiert.
Die späteren Ermittlungen brachten zudem ans Licht, dass Blechas damaliger Büroleiter Helmut Bernkopf Aktenvermerke gefälscht hat, indem er aus dem Jahr 1985 stammende Hinweise auf das vierte Amry-Telex verschwinden ließ und darüber hinaus eigens eine Passage eingefügt hat, wonach Blecha für die Einschaltung der Staatsanwaltschaft plädiert habe.
Auch Anton Schulz, der damalige Chef der Staatspolizei, hat gestanden, unter anderem in Blechas Auftrag einen Aktenvermerk über die Qualifizierung eines Tonbandprotokolls zwischen Amry und dem Athener VÖEST-Vertreter Georg Loukas bewusst falsch datiert zu haben.
Für 12. Juli hatte Amry ein weiteres Gespräch mit dem iranischen Waffenhändler Hadji Dai vereinbart, der ihm schriftliche Unterlagen zu den illegalen österreichischen Waffenexporten ausfolgen wollte.
Zwei Tage bevor Amry starb hat er seinen damaligen Presseattaché, Ferdinand Hennerbichler, gewarnt, dass ihnen die Waffenhändler nach dem Leben trachten. Hennerbichler ist überzeugt, dass Amry vergiftet wurde. Selbst Alt-Bundeskanzler Kreisky hat erklärt, dass „Amry nicht am Herz, sondern am Gratz gestorben“ sei, der als ressortzuständiger Außenminister Amrys Bericht „unter den Teppich gekehrt“ habe. Kreisky hat daher Wolfgang Fellner, den Herausgeber des Magazins Basta, gebeten, die Sache aufzugreifen, worauf erste konkrete Medienberichte über die illegalen Waffentransporte veröffentlicht wurden, die von den zuständigen Ministerien entgegen der bestehenden Faktenlage dementiert wurden.
Amry konnte die illegalen Waffenexporte in den Iran nur kurzfristig stoppen. Den am 8. Juli 1985 verhängten Lieferstopp für die Noricum-Kanonen hob Ingrid Petrik, die für Waffenexporte zuständige Abteilungsleiterin im Innenministerium, am 15. Juli 1985 auf, obwohl am 7. Juli 1985 ein Schreiben des österreichischen Botschafters in Damaskus, Herbert Grubmayr, in Wien eingelangt war, das weitere Details des illegalen Iran-Geschäftes offengelegt hatte. Der damalige Außenminister Gratz verbot per Weisung die Überprüfung der fraglichen Endverbraucherbescheinigung. Petrik, die zeitweilig auch Präsidentin des Verwaltungsgerichtshofes war, wurde später im Noricum-Prozess wegen falscher Zeugenaussage zu einer Geldstrafe verurteilt.
Vom parlamentarischen Noricum-Ausschuss wurde der Linzer Staatsanwalt Siegfried Sittenthaler 1990 befragt, warum er im April 1986 die Noricum-Erhebungen einfach eingestellt hat, ohne die vier Amry-Telexe zu berücksichtigen. Sittenthaler begründete seine umstrittene Entscheidung damit, dass ihm der Noricum-Geschäftsführer Unterweger einen Brief des iranischen Waffenhändlers Hadji Dai übermittelt habe, in dem dieser seine früheren Aussagen, die Amry auf den Plan gerufen und die Affäre ins Rollen gebracht hatten, widerrufen habe.

„Sicher war es nur ein Zufall, daß Hadji Dai am 19. November 1985 die erste Rate seiner Zwei-Millionen-Dollar-Provision von der VÖEST-Tochter Noricum bekam (die Überweisung wurde von Geschäftsführer Peter Unterweger unterschrieben) und sich danach nicht mehr erinnern konnte, was er mit Amry besprochen hatte.“

#### Bestattung

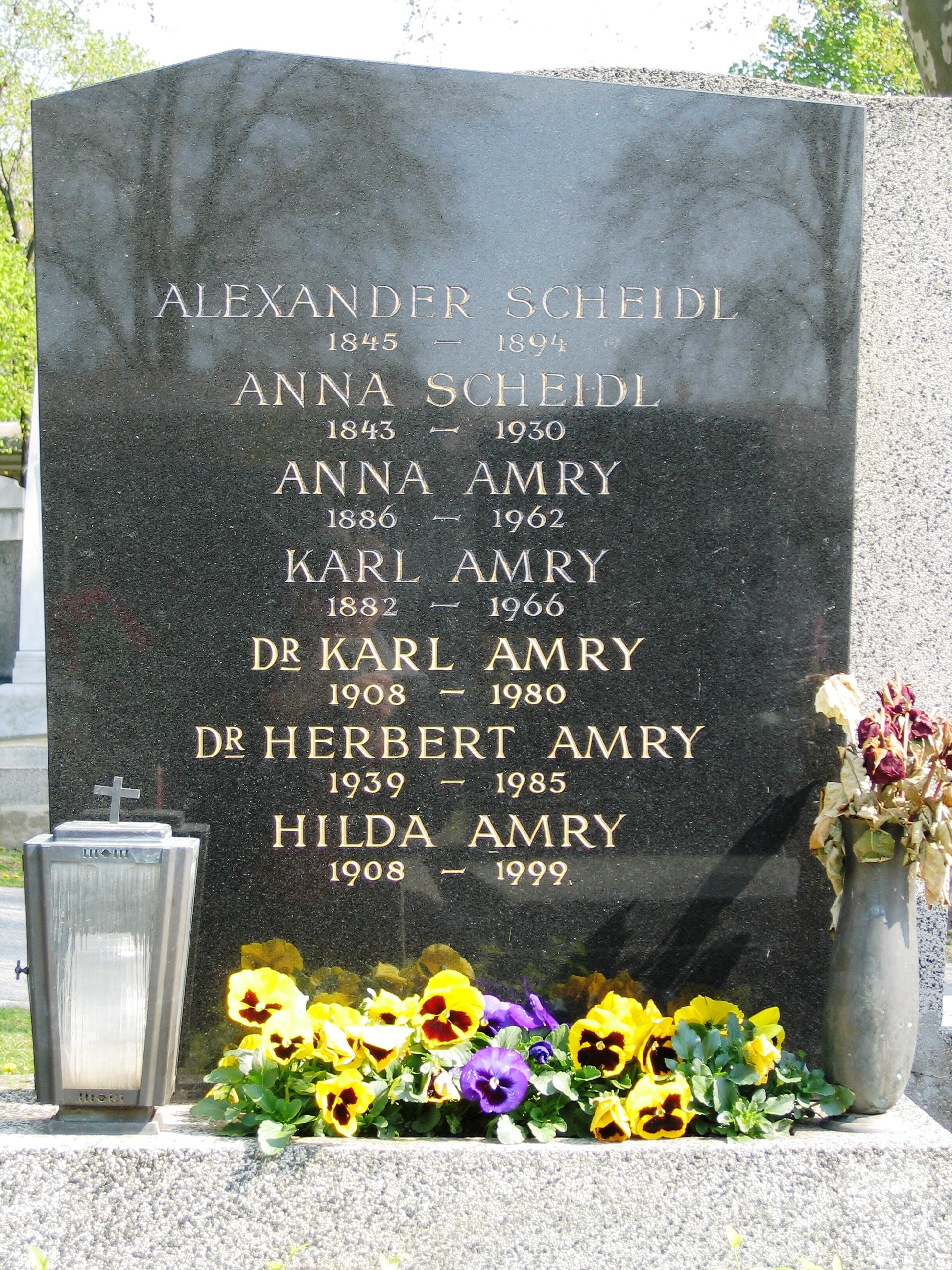
Familiengrab Amry am Hernalser Friedhof in Wien

Nach seinem Tod am 11. Juli 1985 in Athen wurde Herbert Amry feuerbestattet und die Urne am 31. Juli 1985 im Familiengrab auf dem Hernalser Friedhof beigesetzt (Gruppe C, Nummer 133).

#### Juristische Konsequenzen
Im Februar 1989 trat Innenminister Karl Blecha wegen der Lucona-Affäre und des Noricum-Skandals zurück.
Am 27. September 1989 wurde gegen die Stimmen der SPÖ zur Klärung der rechtswidrigen Waffenverkäufe und des Verdachts der Beteiligung führender österreichischer Politiker ein parlamentarischer Untersuchungsausschuss eingesetzt.
Im Jahr 1993 wurden die verantwortlichen VÖEST-Manager wegen Neutralitätsgefährdung verurteilt. Von den involvierten Politikern wurden Bundeskanzler Fred Sinowatz und Außenminister Leopold Gratz freigesprochen. Innenminister Karl Blecha wurde verurteilt und erhielt unter anderem wegen Urkundenunterdrückung eine bedingte 9-monatige Haftstrafe, die für 3 Jahre zur Bewährung ausgesetzt wurde.

### Ungewürdigte Vorbildwirkung
Amrys offiziell an das österreichische Außen- und Innenministerium gerichtete Hinweise über die illegalen Waffengeschäfte wurden Mitte der 1980er Jahre von den ressortverantwortlichen Regierungsmitgliedern und deren Mitarbeitern teils ignoriert, teils als „Spinnerei“ eingestuft. Beginnende Nachforschungen und Ermittlungen wurden unterbunden. Erst im Rahmen des mühsam erreichten parlamentarischen Untersuchungsausschusses sowie der folgenden Gerichtsprozesse wurden Amrys Wahrnehmungen über die illegalen Waffenexporte bestätigt. Dennoch wurde sein vorbildliches Engagement, das ihn mutmaßlich sein Leben gekostet hat, trotz entsprechender Anregungen weder von seinem Arbeitgeber, der Republik Österreich, noch von der „Stadt Wien“, wo er geboren und begraben wurde, weder offiziell noch inoffiziell durch eine besondere Ehrung (Straßen- beziehungsweise Gebäudebenennung etc.) gewürdigt.

## Auszeichnungen
- Bruno-Kreisky-Preis für Verdienste um die Menschenrechte (1986, posthum)[26]